# Tommy Bolin
Tommy Bolin (Sioux City, 1º agosto 1951 – Miami, 4 dicembre 1976) è stato un chitarrista statunitense.
È noto principalmente per aver fatto parte degli Zephyr (dal 1969 al 1971), dei James Gang (dal 1973 al 1974), e dei Deep Purple (dal 1975 al 1976). Ha inoltre avuto una carriera come solista e come sideman, suonando tra gli altri con Billy Cobham e Alphonse Mouzon.

## Biografia
Dopo le prime esperienze musicali nella città natale di Sioux City, Bolin si trasferisce a Boulder (Colorado) dove entra negli Zephyr. Nel 1973 entra nei James Gang, in sostituzione di Domenic Troiano: con loro incide i due album Bang e Miami. Nello stesso periodo, partecipa alle registrazioni di Spectrum, album del batterista Billy Cobham. Nel 1975 firma un contratto con la casa discografica Nemperor per realizzare il suo primo album da solista, Teaser. Nello stesso anno viene contattato dai Deep Purple per sostituire Ritchie Blackmore. Bolin farà parte del gruppo dal 1975 al 1976, partecipando alle registrazioni dell'album Come Taste the Band (contribuendo in modo significativo anche alla composizione dei brani) e al successivo tour, in seguito al quale la band si scioglie. Bolin forma The Tommy Bolin Band, con cui pubblica nel 1976 Private Eyes, il suo secondo lavoro da solista. Il 3 dicembre 1976, durante il tour di Private Eyes, Tommy Bolin suona il suo ultimo concerto a Miami: poche ore dopo muore a causa dell'abuso di alcol e sostanze stupefacenti.

## Discografia

### Con gli Zephyr
- 1969 - Zephyr
- 1971 - Going Back to Colorado
- 1996 - Live at Art's Bar and Grill

### Con Billy Cobham
- 1973 - Spectrum
- 2004 - Rudiments: The Billy Cobham Anthology

### Con i James Gang
- 1973 - Bang
- 1974 - Miami

### Con Alphonse Mouzon
- 1975 - Mind Transplant
- 1999 - Tommy Bolin & Alphonse Mouzon Fusion Jam

### Con i Deep Purple
- 1975 - Come Taste the Band
- 1976 - Last Concert in Japan

### Da solista

#### Album in studio
- 1975 - Teaser
- 1976 - Private Eyes
- 1996 - From the Archives, Vol. 1
- 1996 - The Bottom Shelf
- 1997 - From the Archives, Vol. 2
- 1999 - Energy
- 1999 - Snapshot
- 2000 - Naked
- 2002 - Naked
- 2004 - After Hours: The Glen Holly Jams - Volume 1
- 2006 - Whips and Roses

#### Live
- 1996 - Live at Ebbets Field 1974
- 1996 - Live at Ebbets Field 1976
- 1996 - Live at Northern Lights Recording Studio
- 1998 - The Energy Radio Broadcasts
- 2000 - First Time Live
- 2001 - Live 9/19/76
- 2002 - Live in Miami at Jai Alai: The Final Show
- 2003 - Alive on Long Island
- 2003 - Tommy Bolin and Energy Live
- 2004 - Albany 9/20/76
- 2004 - Live at the Jet Bar

#### Raccolte
- 1989 - The Ultimate: The Best of Tommy Bolin
- 1999 - Come Taste the Man